# Paddernes forunderlige verden
Paddernes forunderlige verden er en dansk dokumentarserie fra 1996 i 6 afsnit instrueret af Adam Schmedes efter manuskript af Peter I. Lauridsen.
Serien omhandler de 14 arter af frøer, tudser og salamandre, der findes i Danmark. Filmene giver desuden et levende indblik i det store arbejde, der gøres for at redde padderne fra at uddø.

## Afsnit
Obs! Afsnittene er oplistet i alfabetisk rækkefølge. Tilføj gerne afsnitsnumre og første sendedage.
| # | Titel                            | Første sendedag |
| --- | -------------------------------- | --------------- |
| | "Akrobaten"                      |                 |
| | "De unge og de frække"           |                 |
| Filmen handler om den langbenede springfrø og den butsnudede frø, samt mysteriet om den grønne frø og latterfrøen, der kun lever på Bornholm.               |                                  |                 |
| | "Elskovsalamanderen"             |                 |
| Filmen handler om vores tre salamanderarter, om deres morsomme kurtisering og virtuose æglægning.                                                           |                                  |                 |
| | "Musikanten og kartoffeltrolden" |                 |
| Filmen handler om de to urgamle frøer, klokkefrøen og løgfrøen. Vi ser det farefulde liv som haletudse og den mirakuløse forvandling fra haletudse til frø. |                                  |                 |
| | "Vagabonden og den trofaste"     |                 |
| Filmen handler om strandtudsen og skrubtudsen. Skrubtudser er særligt udsatte for trafikdrab; hvordan gik det padderne, da Storebæltsbroen skulle bygges?   |                                  |                 |
| | "Vovehalsen"                     |                 |
| Filmen handler om den grønbrogede tudse, der pludseligt dukkede op på Ærø efter at have været uddød i 50 år.                                                |                                  |                 |